# Sweet Emotion
«Sweet Emotion» — песня американской рок-группы Aerosmith с её альбома 1975 года Toys in the Attic. В мае 1975 года, через месяц с небольшим после выхода альбома, была издана отдельным синглом.
Песня была написана вокалистом группы Стивеном Тайлером и бас-гитаристом Томом Гамильтоном и спродюсирована Джеком Дугласом. Запись песни состоялась на студии Record Plant Studios.
Песня достигла 36-го места в США в чарте Billboard Hot 100, став прорывным синглом в карьере группы и её первым хитом в первой сороковке в США. После успеха песни и того, как альбом Toys in the Attic на волне её успеха вошёл в американскую первую десятку (в чарте Billboard 200), группа решила переиздать один из первых своих синглов, пауэр-балладу «Dream On», которая в первый раз, в 1973 году, добралась до 59-го места в Billboard Hot 100. Переизданная версия поднялась до 6 места, что так и осталось самой высокой позицией группы в Hot 100 в 1970 годах. Так песня «Sweet Emotion» начала полосу поп-хитов группы (полосу мейнстримного, то есть среди самой широкой аудитории, а не только фанатов рока, успеха), которая будет продолжаться до конца 1970 годов.
Песня «Sweet Emotion» популярна до сих пор, уже продавшись в 3 миллионах экземплярах в формате цифровом скачиваемом формате.

## Премии и признание
В 2004 году журнал Rolling Stone поместил песню «Sweet Emotion» в исполнении группы Aerosmith на 408-е место своего списка «500 величайших песен всех времён». В списке 2011 года песня находится на 416-м месте.